# THE IDOLM@STER SideM ドラマCD「Best Game 2 〜命運を賭けるトリガー〜」
『Best Game 2～命運を賭けるトリガー～』（ベスト ゲーム ツー めいうんをかけるトリガー）は、2019年10月23日に発売された、ゲーム『アイドルマスターSideM』のドラマCD。発売元はLantis。

## 概要
ソーシャルゲーム「アイドルマスターSideM」のドラマCD。
「アイドル達がこれまで出演した作品の続編制作とCD化の企画が持ち上がっている」という設定で、2018年5月2日から5月8日にかけてゲーム内で行われた、『パッション爆裂! イベント続編大作戦!』によるユーザー投票で続編を制作するゲーム内イベントと役柄（主役とライバル役）が決定された。2019年8月に開催されたイベント「Best Game2～命運を賭けるトリガー～」の続編（内容は前日譚）となっている。
収録内容はボイスドラマとドラマの主題歌1曲となっている。
初収録の曲は太字で表記する。

## 収録曲
1. クランクアップ！
2. 『Best Gamer！』
3. 最期の夜に
4. 舞台挨拶
5. ALL nOR NOTHING
歌：神谷幸広（狩野翔）、北村想楽（汐谷文康）、握野英雄（熊谷健太郎）、華村翔真（バレッタ裕）、榊夏来（渡辺紘）、岡村直央（矢野奨吾）
作詞：松井洋平、作曲：齋藤大 （Dream Monster）、編曲：田熊知存（Dream Monster）